# Peter Davison
Peter Davison, född Moffett den 13 april 1951 i London, är en brittisk skådespelare. Han är mest känd som den femte inkarnationen av Doktorn i BBC-serien Doctor Who och som Tristan Farnon i I vår Herres hage (1978-1990.) Han har även haft en mindre roll i tv-serien Liftarens Guide till Galaxen vid sidan av sin före detta hustru Sandra Dickinson. 
Davison spelade i Doctor Who mellan åren 1981 och 1984. Han har även varit med i specialavsnittet Time Crash där han spelade femte doktorn gentemot David Tennant. I avsnittet The Doctor's Daughter spelas Doktorns dotter av Georgia Moffett som är dotter till Peter Davison och Sandra Dickinson.